# Нюквист, Микаэль
Рольф Оке Микаэ́ль Нюквист (швед. Rolf Åke Michael Nyqvist; 8 ноября 1960, Стокгольм, Швеция — 27 июня 2017, там же) — шведский актёр. Наиболее известен по ролям в сериале «Бек» (1997—1998) и экранизации трилогии «Миллениум» в роли Микаэля Блумквиста.

## Биография
Нюквист родился в Стокгольме, Швеция; его отец был итальянцем, а мать шведкой, сам он был приёмным ребёнком. В 17 лет отправился на год в Омаху, штат Небраска, США, по программе обмена студентами, где и получил свои первые уроки актёрского мастерства. По возвращении в Швецию был принят в балетную школу, но бросил её через год. В 19 лет Микаэл решил попробовать себя в театре и поступил в театральную академию в Мальмё, после окончания которой долгое время работал в театре.
В кино дебютировал небольшой ролью в телевизионном фильме «Kamraterna» (1982). Первой большой ролью в кино в карьере Микаэля стала картина «Вместе» (2000) режиссёра Лукаса Мудиссона; фильм получил международное признание, а Нюквист — первую номинацию на премию «Золотой жук».
Наибольшую популярность Нюквист получил, играя роль Михаэля Блумквиста в шведской экранизации трилогии «Миллениум» шведского журналиста и писателя Стига Ларссона. В фильмах «Девушка с татуировкой дракона», «Девушка, которая играла с огнём» и «Девушка, которая взрывала воздушные замки» он снимался вместе с Нуми Рапас.
В 2011 году он снялся в фильмах «Погоня» и «Миссия невыполнима: Протокол Фантом».
В 2014 году снялся в фильме «Джон Уик» в роли Вигго Тарасова.
Умер в Стокгольме на 57-м году жизни от рака лёгкого после почти года борьбы с болезнью. В момент смерти находился в окружении семьи.

## Избранная фильмография
| Год  |     | Русское название                            | Оригинальное название                | Роль                |
| ---- | --- | ------------------------------------------- | ------------------------------------ | ------------------- |
| 2000 | ф   | Вместе                                      | Tillsammans                          | Рольф               |
| 2001 | ф   | Дом, милый дом                              | Hem ljuva hem                        | Кент                |
| 2001 | ф   | Его и её                                    | Hans och hennes                      | врач                |
| 2002 | мтф | Валландер: Пятая женщина                    | Wallander — Den 5:e kvinnan          |                     |
| 2002 | ф   | Мы можем быть героями                       | Bäst i Sverige!                      | Джузеппе            |
| 2002 | ф   | Парень с соседней могилы                    | Grabben i graven bredvid             | Бенни Сёдерстрём    |
| 2003 | ф   | Малышка Сюзи                                | Smala Sussie                         | Mörka Rösten        |
| 2003 | ф   | Детали                                      | Detaljer                             | Эрик Фальк          |
| 2003 | ф   | День и ночь                                 | Dag och natt                         | Лучший друг         |
| 2004 | ф   | Как на небесах                              | Så som i himmelen                    | Даниэль Дареус      |
| 2005 | мф  | Мадагаскар                                  | Madagaskar                           | жираф Мелман        |
| 2005 | ф   | Другая дверь                                | Naboer                               | Оке                 |
| 2005 | ф   | Моя лучшая мама                             | Den bästa av mödrar                  | Хьямар Йонссон      |
| 2005 | ф   | Бац! Бац! Орангутанг                        | Bang Bang Orangutang                 | Свен Бломберг       |
| 2005 | с   | Валландер: Вдохновитель                     | Wallander — Mastermind               | Лотарь Кравчук      |
| 2006 | ф   | Внезапно                                    | Underbara älskade                    | Лассэ               |
| 2007 | ф   | Чёрная гвоздика                             | Svarta nejlikan                      | Харальд Эдельстам   |
| 2007 | ф   | Арн: Рыцарь-тамплиер                        | Arn – Tempelriddaren                 | Магнус Фолькессон   |
| 2008 | ф   | Восстание в Каутокейно                      | Kautokeino-opprøret                  | Ларс Леви Лестадиус |
| 2008 | ф   | Скачивая Нэнси                              | Downloading Nancy                    | Стан                |
| 2008 | ф   | Искариот                                    | Iskariot                             | Масен               |
| 2009 | ф   | Девушка с татуировкой дракона               | Män som hatar kvinnor                | Микаэль Блумквист   |
| 2009 | ф   | Девушка, которая играла с огнём             | Flickan som lekte med elden          | Микаэль Блумквист   |
| 2009 | ф   | Свадебный фотограф                          | Bröllopsfotografen                   | Jonny               |
| 2009 | ф   | Девушка, которая взрывала воздушные замки   | Luftslottet som sprängdes            | Микаэль Блумквист   |
| 2010 | тф  | Мозг Кеннеди                                | Kennedys Hirn                        | Ларс Хакансон       |
| 2010 | ф   | Женщина, которая мечтала о мужчине          | Kvinden der drømte om en mand        | Йохан               |
| 2010 | ф   | Ангел-хранитель                             | Änglavakt                            | Эрнст               |
| 2011 | ф   | Погоня                                      | Abduction                            | Никола Козлов       |
| 2011 | ф   | Миссия невыполнима: Протокол Фантом         | Mission: Impossible — Ghost Protocol | Курт Хендрикс       |
| 2012 | ф   | Связи нет                                   | Disconnect                           | Стефен Шумахер      |
| 2013 | ф   | Дни и ночи                                  | Days and Nights                      | Йохан               |
| 2013 | ф   | Европа                                      | Europa Report                        | Андрей Блок         |
| 2013 | с   | Последний час                               | Zero hour                            | Уайт Винсент        |
| 2014 | ф   | Круговерть                                  | La Ritournelle                       | Jesper              |
| 2014 | ф   | Джон Уик                                    | John Wick                            | Вигго Тарасов       |
| 2015 | с   | Код 100                                     | The Hundred Code                     | Микаэл Эклунд       |
| 2015 | ф   | Девушка-король                              | The Girl King                        | Аксель Оксеншерна   |
| 2015 | ф   | Колония Дигнидад                            | Colonia                              | Пауль Шефер         |
| 2016 | ф   | Фрэнк и Лола                                | Frank & Lola                         | Алан                |
| 2016 | ф   | Искусственный интеллект. Доступ неограничен | I.T.                                 | Хенрик              |
| 2017 | ф   | Ты исчезаешь                                | Du forsvinder                        | Бернард Бергманн    |
| 2017 | с   | Мадиба                                      | Madiba                               | Хендрик Фервурд     |
| 2018 | ф   | Охотник-убийца                              | Hunter Killer                        | Сергей Андропов     |
| 2018 | ф   | Курск                                       | Kursk                                | Нестеров            |
| 2019 | ф   | Тайная Жизнь                                | Radegund                             | Джозеф Флиссен      |

## Награды
Международный кинофестваль в Дижоне
- 2000: Лучший актёр («Вместе»)

Золотой жук
- 2003: Лучший актёр («Парень с соседней могилы»)

San Francisco Fearless Tales Genre Fest
- 2004: Лучший актёр («Вуду из Лондона»)

Международный кинофестиваль в Чикаго
- 2004: «Серебряный Хьюго» за лучший актёрский ансамбль («День и ночь»)